# Стоян Петров (треньор)
Вижте пояснителната страница за други личности с името Стоян Петров.
Стоян Петров е български треньор по футбол, старши треньор на Етър 1924 (Велико Търново). Роден е на 3 януари 1945 г. в Джулюница.

## Състезателна кариера
Играе като централен нападател за юношите на Етър и на 17-годишна възраст е привлечен в мъжкия отбор. През сезона 1968/69 г. има съществен принос за първото влизане на „виолетовите“ в А група. В елита има 91 мача и 4 гола за „Етър“. Играл е още за Чавдар (Троян), Родопа (Смолян) и ФК Трявна.

## Треньорска кариера
Завършва треньорска школа. Първо работи в спортно училище, където сред откритията му е известният български футболист Илиян Киряков. От 1981 г. до 1991 г. като помощник на Георги Василев в „Етър“ печели две трети места в първенството и шампионската титла през 1991. През 1993 г. става старши треньор на отбора и го води в А група два сезона, а после и през пролетния и есенния полусезон на 1996 г. Под негово ръководство „Етър“ печели първото издание на турнира за Купата на Професионалната футболна лига след 3:0 над русенския Дунав на финала на 23 май 1995 г. в София.
По-късно Стоян Петров е начело на Ловико (Сухиндол), където изгражда силен отбор и е на крачка от промоция в Б група. Води и отборите на Чавдар (Бяла Слатина) и Павликени. От 2004 до 2006 г. работи с юношески формации и е двукратен областен първенец с юношите старша възраст на Чумерна (Елена). През юни 2006 е назначен за старши треньор на Етър 1924 на мястото на бившия си възпитаник Емил Димитров, който напуска поста седмица по-рано, за да поеме Монтана.
}